# Türkische Badmintonmeisterschaft 2023
Die Türkische Badmintonmeisterschaft 2023 fand vom 25. bis zum 29. Oktober 2023 in Sivas statt. 

## Medaillengewinner
| Disziplin    | Gold                           | Silber                              | Bronze                             |
| ------------ | ------------------------------ | ----------------------------------- | ---------------------------------- |
| Herreneinzel | Emre Lale                      | Yusuf Yaşar                         | Sinan Zorlu                        |
| Herreneinzel | Emre Lale                      | Yusuf Yaşar                         | Anıl Ulaç Atan                     |
| Dameneinzel  | Özge Bayrak                    | Zehra Erdem                         | Elifnur Demir                      |
| Dameneinzel  | Özge Bayrak                    | Zehra Erdem                         | Büşra Ünlü                         |
| Herrendoppel | Yusuf Ramazan Bay Serhat Salım | Serdar Koca Sinan Zorlu             | Buğra Aktaş Mete Kaan Uçan         |
| Herrendoppel | Yusuf Ramazan Bay Serhat Salım | Serdar Koca Sinan Zorlu             | Abdulsamet Özdemir Mert Tunco      |
| Damendoppel  | Yasemen Bektaş Cansu Erçetin   | Sare Ece Başakın İlayda Nur Özelgül | Özge Bayrak Büşra Ünlü             |
| Damendoppel  | Yasemen Bektaş Cansu Erçetin   | Sare Ece Başakın İlayda Nur Özelgül | Nisa Nur Çimen Aleyna Korkut       |
| Mixed        | Emre Sönmez Zehra Erdem        | Buğra Aktaş Sinem Yıldız            | Taha Emirhan Budak Yasemen Bektaş  |
| Mixed        | Emre Sönmez Zehra Erdem        | Buğra Aktaş Sinem Yıldız            | Hasan Berkay Günbaz Zeynep Akdeniz |